# Contrat à durée indéterminée de chantier
En droit du travail français, le Contrat à durée indéterminée de chantier (ou CDI Chantier ou contrat de chantier) est un contrat de travail à durée indéterminée signé pour la durée d'un chantier ou d'un projet défini à l'avance. Il peut également être appelé contrat d’opération.
Bien que conclu pour une durée indéterminée, le contrat peut être rompu par l’employeur lorsque le chantier pour lequel le salarié a été recruté est achevé ou l’opération réalisée. La date de fin peut ne pas être connue à l'avance.
Ces contrats sont principalement conclus dans le secteur des bâtiments et travaux publics ou de la construction navale. Depuis 2017 est donné la possibilité à toutes les branches d’activité d'y avoir recours, dès lors qu’elles ont négocié et conclu une convention ou un accord collectif à ce sujet.

## Rupture
Comme pour un CDI classique, la rupture d’un CDI de chantier à l’initiative de l’employeur est soumise à la procédure d’entretien préalable et aux règles de notification de la rupture par LRAR.
Le salarié peut, sous conditions, percevoir une indemnité de licenciement, et non pas l’indemnité de précarité prévue pour les CDD.